# Onthophagus fissinasus
Onthophagus fissinasus là một loài bọ cánh cứng trong họ Bọ hung (Scarabaeidae).